# 塔克西多 (北卡羅萊納州)
塔克西多（英語：Tuxedo）是位於美國北卡羅萊納州亨德森縣的非建制地區。

## 歷史
塔克西多的郵局自1910年營運至今。

## 地理
塔克西多所處的海拔為高於海平面626米（即2054英呎），而該地所採用的時區為UTC-5，即北美东部时区（EST）。同時該地設有夏令時間，為UTC-5調快一小時，即UTC-4（EDT）。